# Kenji Urai
Kenji Urai (甲斐 翔真), né le 6 août 1981 à Tokyo, est un acteur et chanteur japonais essentiellement actif sur la scène nippone.

## Biographie
En 2000, alors tout juste âgé de dix-neuf ans, Urai fait ses premiers pas en tant qu'acteur dans la série Kamen Rider Kuuga.
C'est toutefois sur scène, un an plus tard, qu'il acquiert une forte notoriété en campant Mamoru Chiba / Tuxedo Mask dans Sera Myu, série de comédies musicales dérivée de Sailor Moon.
Dès ses débuts, Urai témoigne d'une grande polyvalence : outre ses rôles à la télévision, il est actif à la fois dans le domaine musical (Elisabeth ; Dance of the Vampires ; Death Note) et dans le milieu théâtral, notamment dans des pièces shakespeariennes. Ses performances ont été saluées par de nombreux prix.
Depuis 2013, il fait partie du groupe StarS, aux côtés de figures célèbres de la scène musicale : Yoshio Inoue et Ikusaburō Yamazaki.

## Discographie
- 2016 : Wonderland
- 2021 : Piece
- 2023 : Various

## Filmographie(sélection partielle)

### Télévision
- 2000 : Kamen Rider Kuuga : N Daguva Zeba
- 2014 : Aoi Honō : Kentaro Yano
- 2015 : Mozu : Tsuneyoshi Sato
- 2016 : Mr. Nietzsche in the Convenience Store : Matsukoma
- 2016 : Love That Makes You Cry : Shohei Kanbe
- 2017: Tsuribaka Nisshi : Yuichiro Fujioka

## Performances scéniques
| Année(s)                                | Titre                                                             | Rôle                          | Notes                                                              | Référence |
| --------------------------------------- | ----------------------------------------------------------------- | ----------------------------- | ------------------------------------------------------------------ | --------- |
| 2001 - 2002                             | Sera Myu                                                          | Mamoru Chiba / Tuxedo Mask    | Premier rôle sur scène                                             |           |
| 2002                                    | Would You Like Your Bento Heated Up?                              |                               |                                                                    |           |
| 2003                                    | Marriage Scam Co., Ltd.                                           |                               |                                                                    |           |
| 2003                                    | OKUNI                                                             | Ichizo                        |                                                                    |           |
| 2004 / 2005 / 2006 / 2008 - 2009 / 2010 | Elisabeth                                                         | Rudolf                        | CD existant                                                        |           |
| 2005                                    | Shakespeare's R&J                                                 |                               |                                                                    | [ 2 ]     |
| 2005                                    | Cinderella Story                                                  | Prince Charles                | CD existant                                                        |           |
| 2005 / 2007                             | My Fair Lady                                                      | Freddy Eynsford-Hill          | Prix théâtral Kikuta Kazuo                                         |           |
| 2006 / 2014 / 2023                      | Flowers for Algernon                                              | Charlie Gordon                | - CD existant - Prix théâtral Kikuta Kazuo - Prix théâtral Yomiuri |           |
| 2006 / 2009 / 2011 - 2012               | Dance of the Vampires                                             | Alfred                        | CD existant                                                        |           |
| 2006                                    | Burn This                                                         | Larry                         |                                                                    |           |
| 2007                                    | Titanic the Musical                                               | Jim Farrel                    |                                                                    |           |
| 2007                                    | Wait Until Dark (en)                                              | Roat                          |                                                                    |           |
| 2007 - 2010                             | Kiss of the Spider Woman                                          | Valentin                      |                                                                    |           |
| 2008                                    | WILDe・BEAUTY                                                     | Oscar Wilde                   | - CD existant - Captation existante                                |           |
| 2008 / 2012                             | Rudolf                                                            | Pupeteer                      |                                                                    |           |
| 2009                                    | Carousel                                                          | Billy                         |                                                                    |           |
| 2009                                    | Cyrano de Bergerac                                                | Christian                     |                                                                    |           |
| 2009                                    | - Henry VI, Part 1 - Henry VI, Part 2 - Henry VI, Part 3          | Henry VI                      | Prix théâtral Kinokuniya                                           |           |
| 2010                                    | Gekidan☆Shinkansen Goemon Rock 2: Rose and Samurai                | Charles of Boscogne           | Captation existante                                                |           |
| 2010                                    | Takarazuka Boys                                                   | Kinzo Uehara                  | Captation existante                                                |           |
| 2010                                    | gargoyle                                                          |                               |                                                                    | [ 3 ]     |
| 2011                                    | Édith Piaf                                                        | Yves Montand / Théo Sarapo    |                                                                    |           |
| 2011                                    | Bedge Pardon                                                      | Grimsby                       |                                                                    |           |
| 2011                                    | Roméo et Juliette                                                 | Benvolio                      | CD existant                                                        |           |
| 2012                                    | CHESS in Concert                                                  | The Arbiter                   |                                                                    |           |
| 2012                                    | Cymbeline                                                         | Guiderius                     | Captation existante                                                |           |
| 2012                                    | Songs for a New World                                             |                               |                                                                    |           |
| 2012                                    | Richard III                                                       | Henry Tudor                   |                                                                    |           |
| 2012 - 2013                             | Gekidan☆Shinkansen Goemon Rock 3: Zipang Punk                     | Charles of Boscogne           | Captation existante                                                |           |
| 2013 / 2025                             | A Tale of Two Cities                                              | Charles Darnay                |                                                                    | [ 4 ]     |
| 2013                                    | NODA・MAP MIWA                                                    |                               |                                                                    |           |
| 2014                                    | Sherlock Holmes: Secret of the Anderson Family                    | Adam Anderson / Eric Anderson | Captation existante                                                |           |
| 2014                                    | The Big Fellah                                                    | Michael                       |                                                                    |           |
| 2014                                    | title of show                                                     | Jeff                          |                                                                    |           |
| 2014                                    | Constellations                                                    | Roland                        | Prix théâtral Yomiuri                                              | [ 5 ]     |
| 2015                                    | Bombay Dreams                                                     | Akaash                        |                                                                    |           |
| 2015                                    | Troilus and Cressida                                              | Troilus                       |                                                                    |           |
| 2015 / 2017                             | Death Note: The Musical                                           | Light Yagami                  | - CD existant - Captation existante                                | [ 6 ]     |
| 2016                                    | Arcadia                                                           | Valentine Coverly             |                                                                    |           |
| 2016                                    | 'Tis Pity She's a Whore                                           | Giovanni                      |                                                                    |           |
| 2016 / 2017 / 2021                      | Crest of the Royal Family                                         | Memphis                       | Captation existante                                                | [ 7 ]     |
| 2016                                    | - Henry IV, Part 1 - Henry IV, Part 2                             | Prince Hal                    |                                                                    |           |
| 2017                                    | Peer Gynt                                                         | Peer Gynt                     |                                                                    |           |
| 2017 / 2019                             | Big Fish                                                          | William Bloom                 |                                                                    |           |
| 2018                                    | Bullets Over Broadway                                             | David Shayne                  |                                                                    |           |
| 2018                                    | Henry V                                                           | Henry V                       |                                                                    |           |
| 2018                                    | Gekidan☆Shinkansen Metal Macbeth                                  | Random Star/Macbeth Urai      |                                                                    | [ 8 ]     |
| 2018 / 2021                             | Ghost the Musical                                                 | Sam Wheat                     |                                                                    | [ 9 ]     |
| 2019                                    | Hedwig and the Angry Inch                                         | Hedwig                        |                                                                    |           |
| 2019 / 2022                             | The Man Who Laughs                                                | Gwynplaine                    | CD existant                                                        | [ 10 ]    |
| 2020                                    | Shakespeare in Year 12 of the Tenpo Era                           | Kijirushi no Ouji             | Captation existante                                                |           |
| 2020                                    | Maybe Happy Ending                                                | Oliver                        |                                                                    |           |
| 2020                                    | Richard II                                                        | Henry Bolingbroke             |                                                                    |           |
| 2020 - 2021                             | Two Men                                                           | Touma Sutou                   |                                                                    |           |
| 2021                                    | Time to Love, Time to Die                                         |                               |                                                                    | [ 11 ]    |
| 2022                                    | Guys and Dolls                                                    | Nathan Detroit                |                                                                    | [ 12 ]    |
| 2022                                    | Color                                                             | I / People Who Matter         |                                                                    | [ 13 ]    |
| 2022                                    | Gekidan☆Shinkansen Rose and Samurai 2: Return of the Pirate Queen | Charles of Boscogne           |                                                                    |           |
| 2023                                    | La Légende du roi Arthur                                          | King Arthur                   |                                                                    | [ 14 ]    |
| 2023                                    | Pseudo Family                                                     | Wataru Kinoshita              |                                                                    | [ 15 ]    |
| 2023                                    | Measure for Measure                                               | Claudio                       |                                                                    | [ 16 ]    |
| 2023                                    | All's Well That Ends Well                                         | Bertram                       |                                                                    |           |
| 2024                                    | Come from Away                                                    | Kevin Tuerff/Garth            |                                                                    | [ 17 ]    |
| 2024                                    | Le Miracle de Montparnasse                                        | Amedeo Modigliani             |                                                                    | [ 18 ]    |
| 2024                                    | Fan Letter                                                        | Kim Hae-jin                   |                                                                    | [ 19 ]    |
| 2024 - 2025                             | Shakespeare in Year 12 of the Tenpo Era                           | Sado no Miyoji                |                                                                    |           |
| 2025                                    | Demon Slayer: Swordsmith Village Arc                              | Douma                         |                                                                    | [ 20 ]    |
| 2025                                    | A Man                                                             | Akira Kido                    |                                                                    | [ 21 ]    |